# Roberto Sandoval Castañeda
Roberto Sandoval Castañeda (Tepic, Nayarit; 15 de noviembre de 1969) es un político y criminal mexicano que fue gobernador del Estado de Nayarit y actualmente está detenido por la Fiscalía General de la República (FGR).

## Educación y vida personal
Roberto Sandoval Castañeda nació en Tepic, Nayarit, último de seis hermanos e hijo del matrimonio de Alicia Castañeda de Sandoval y Pablo Sandoval. Está casado con Lilia López Torres con quien procreó 2 hijos, Pablo Roberto y Lidy Alejandra. Tiene estudios parciales de Ingeniería en Agronomía; Diplomado en Formación Parlamentaria y Política Administrativa por la Universidad Autónoma de Nayarit; participó en el Seminario Internacional de Campañas y Marketing Político; Diplomado en Gobernabilidad y Gerencia Política por la Universidad Autónoma de México, George Washington University y Corporación Andina de Fomento; formó parte del Seminario de Gobernabilidad para los Gobiernos Locales por la George Washington University en los Estados Unidos.

## Actividad profesional
Se desempeñó como director del rastro municipal en el periodo de Ney González Sánchez, ha sido Presidente de la Unión de Tablajeros e Introductores de Ganado del Estado de Nayarit por parte de la CNOP, donde además se desempeñó como Secretario de Organización de la Federación de Organizaciones Populares del estado de Nayarit.

## Cargos de Elección Popular

### Gobernador del Estado de Nayarit
El 19 de septiembre de 2011 toma protesta ante sesión solemne del Congreso del Estado de Nayarit como Gobernador de ese estado. Terminando su período en septiembre de 2017, dejando el cargo a Antonio Echevarría García

### Presidente Municipal
Fue presidente municipal de Tepic Nayarit en el periodo 2008 – 2011, puesto del que solicitó licencia para poder incorporarse a la candidatura por el gobierno del Estado de Nayarit. Fue presidente de la Zona Norte del país de la Federación Nacional de Municipios de México.

### XXVIII Legislatura
En 2005 fue elegido Diputado de Mayoría por el III Distrito de la XXVIII Legislatura del Congreso del estado de Nayarit (2005 – 2008) en la que fue presidente de la Comisión de la Juventud y el Deporte.

## Elecciones estatales de Nayarit de 2011
Fue precandidato único de la coalición Nayarit nos Une conformada por el PRI, PVEM y PNA. Logrando de esta manera ser candidato de unidad para el gobierno del estado de Nayarit por parte de la coalición Nayarit nos une, compuesta por los partidos PRI, Nueva Alianza y PVEM.
El 3 de julio y de acuerdo a encuestas de salida, Roberto Sandoval se declara ganador de la contienda electoral por el Gobierno de Nayarit.
El 11 de julio el Instituto Estatal Electoral de Nayarit entrega la constancia de mayoría a Roberto Sandoval Castañeda, convirtiéndose de esa manera en Gobernador Electo de Nayarit.

## Señalamiento de vínculo con el CJNG
El exgobernador es señalado por el Departamento del Tesoro de Estados Unidos de presuntos vínculos con el Cártel de Jalisco Nueva Generación.
«Funcionarios como Roberto Sandoval Castañeda [...] se enriquecen cruelmente a expensas de sus conciudadanos, ya sea que estén recibiendo sobornos de organizaciones de narcotráfico o participando en una variedad de otras actividades ilícitas, estos y otros funcionarios corruptos se enfrentarían a graves consecuencias, incluido el aislamiento del sistema financiero de los Estados Unidos», señaló Sigal Mandelker, subsecretaria de Terrorismo e Inteligencia Financiera.